# Самаркандская епархия (титулярная)
Самаркандская епархия (лат. Dioecesis Semiscantensis) — епархия Римско-Католической церкви с центром в городе Самарканд. Епархия существовала с 1329 года по 1359 год. Самаркандская епархия входила в митрополию Сольтание. В настоящее время является титулярной.

## История
Самарканд в XIII—XIV века был столицей Чагатайского улуса. В это же время в Самарканде находилась кафедра несторианского митрополита. Согласно сочинению Иоанна Элемосина (Johannes Elemosyna) «Liber historiarum» в городе проживали небольшие общины несториан, мелькитов, православных и находилась миссия доминиканцев. Согласно Марко Поло и Иоанна Элемосины потомок Чагатая, основателя Чагатайской династии, Ильчигидай обратился в христианство и был крещён доминиканцами. При содействии Ильчигидая в Самарканде была построена католическая церковь святого Иоанна Крестителя.
1 апреля 1318 года Римский папа Иоанн XXI издал буллу «Redemptor noster», которой учредил церковную провинцию Сольтание, в состав которой вошёл Чагатайский улус. 13 августа 1329 года Иоанн XXII учредил Самаркандскую епархию, включив её в состав митрополии Сольтание. Первым епископом Самарканда был назначен доминиканец Томассо ди Маскола. В своём послании от 29 сентября 1329 года Иоанн XXII называет Ильчигидая «imperatorem Tartarorum, Corassan et Turquestan et Indastan» (императором Татарии, Хорасана, Туркестана и Индустана) и обращается к епископу Томмасу ди Маскола с призывом заниматься не только неофитами Чагатайского улуса, но и обращать в католицизм алан, мелькитов (христиане восточного обряда) и венгров Великой Венгрии. В своём послании Иоанн XXI обращается к королю венгров Еретаню (Jeretanny) с призывом оказать поддержку новому епископу.
Томмасо ди Маскола вместе с группой доминиканцев и францисканцев через Танаис прибыл в Чагатайский улус весной 1330 года и остановился в Сарае. До его прибытия в Сарай изменилась политическая ситуация в Чагатайском улусе. После смерти преемника Альчигидая хана Дурры Тимур-хана престол ханства занял Тармаширин, в результате чего государственной религией в улусе стал ислам. Были разрушены синагоги и христианские храмы. В 1334 году Тармаширин был свергнут и его место занял хан Бузан, во время правления которого христианам было разрешено восстановить свои храмы. Имя Томмасо ди Маскола в следующий раз упоминается только 13 августа 1342 года в Авиньоне, после чего о нём ничего не известно. После Томмасо ди Маскола в 1359 году епископом Самарканда был назначен некий Джованни. Других имён самаркандских епископов не известно.
В настоящее время Самаркандская епархия является титулярной епархией Римско-Католической церкви. С XIV века до нашего времени не было назначено ни единого епископа с титулом «Самаркандский епископ».

## Ординарии епархии
- епископ Томмасо ди Маскола O.P.[3] (21.08.1329 — ?);
- епископ Джованни (упоминается в 1359 год).

## Источник
- Annuario Pontificio, Libreria Editrice Vaticana, Città del Vaticano, 2003, ISBN 88-209-7422-3
- Jean Richard, La Papauté et les missions d’Orient au Moyen Age (XIII—XV siècles), École Française de Rome, 1977, pp. 180—189
- Konrad Eubel, Hierarchia Catholica Medii Aevi, , vol. 1, p. 445.